# Амбербоа
Амбербоа (лат. Amberboa) — род травянистых растений семейства Астровые (Asteraceae).

## Ботаническое описание
Однолетние или двулетние травянистые растения. Стебли прямостоячие, простые или слабо разветвлённые (иногда сильно укороченные), равномерно олиственные. Прикорневые и нижние стеблевые листья черешковые, верхние обычно сидячие, от цельных и зубчатых до перистолопастных и перистораздельных, не низбегающие на стебель. Листья и стебли покрыты короткими курчавыми волосками или совершенно голые.

## Хозяйственное значение и применение
Амбербоа мускусная (Amberboa moschata) и амбербоа обыкновенная (Amberboa amberboi) могут использоваться в качестве декоративных растений.

## Виды
По информации базы данных The Plant List, род включает 9 видов:
- Amberboa amberboi (L.) Tzvelev — Амбербоа обыкновенная, или амбербоа душистая
- Amberboa bucharica Iljin — Амбербоа бухарская
- Amberboa glauca (Puschk. ex Willd.) Muss.Puschk. ex Grossh. — Амбербоа сизая
- Amberboa moschata (L.) DC. typus[1] — Амбербоа мускусная
- Amberboa nana (Boiss.) Iljin — Амбербоа низкая
- Amberboa odorata (Cass.) DC.
- Amberboa ramosa (Roxb.) Jafri
- Amberboa sosnovskyi Iljin — Амбербоа Сосновского
- Amberboa turanica Iljin — Амбербоа туранская